# Miguel de Zahumlia
Miguel de Zahumlia, también conocido como Miguel Višević (en croata/bosnio/serbio: Mihajlo Višević; cirílico: Михаило Вишевић) y más raramente, como Miguel Vuševukčić,  fue un monarca eslavo de Zahumlia —región que abarcaba el oeste de Herzegovina y el sur de Croacia— cuyo reinado se data generalmente entre el 910 y el 935, aproximadamente. Vecino del Reino de Croacia y del Principado de Serbia, fue también aliado del Imperio búlgaro. Sin embargo, consiguió mantenerse independiente durante gran parte de su reinado.
Miguel entró en conflicto con Pedro de Serbia cuando este trató de expandir sus dominios al oeste. Para eliminar la amenaza, Miguel advirtió a su aliado, el zar Simeón I, sobre la alianza entre Pedro y su mayor enemigo, el Imperio bizantino. Simeón atacó primero y capturó a Pedro, que murió más tarde en una prisión bizantina.
Fue mencionado junto con Tomislav de Croacia en una carta del papa Juan X del 925. Ese mismo año, participó en el primer concilio eclesiástico de Split, lo que algunos historiadores interpretan como prueba de que Zahumlia era vasalla de Croacia. Sea como fuese, Miguel, laureado con imponentes títulos cortesanos bizantinos como antípato y patricio, permaneció en el poder en Zahumlia a largo de la década de 940 y mantuvo buenas relaciones con el papa.